# Ray Strachey
Ray Strachey (Nascida Rachel Pearsall Conn Costelloe; Westminster, 4 de junho de 1887 – Londres, 16 de junho de 1940) foi uma ensaísta, biógrafa e sufragista inglesa. Lutou pela igualdade de direitos trabalhistas e salariais e pelo acesso a profissões, cargos públicos e postos trabalhistas para as mulheres.

## Obras
- The World at Eighteen (1907, publicada sob seu nome de nascimento: Ray Costelloe)
- Marching On (1923)
- Shaken By The Wind (1927)

Biografias
- Frances Willard: her Life and Work (1912)
- A Quaker Grandmother (1914, biografia sobre sua avó Hannah Whitall Smith)
- Millicent Garrett Fawcett (1931)

Ensaios sobre o papel da mulher
- Women's Suffrage and Women's Service (1928)
- The Cause: A Short History of the Women's Movement in Great Britain (1928)
- Careers and Openings for Women (1935)
- Our Freedom and Its Results (1936)